# Joseph Gordon-Levitt
Joseph Leonard Gordon-Levitt (n. pe 17 februarie 1981) este un actor american, jucând în filme precum Latter Days și 10 lucruri nu-mi plac la tine, dar și în serialul A treia planetă de la soare.

## Copilărie
Gordon-Levitt s-a născut în Los Angeles, California și a crescut în cartierul Sherman Oaks. Tatăl său a fost director de știri pentru postul de radio Pacifica Radio. Bunicul său, Michael Gordon, a fost regizor de film la Hollywood între anii 1940 și 1970, fiind cunoscut pentru filmul Pillow Talk. Gordon-Levitt a avut un frate, Dan, care era fotograf, născut în anul 1974 și decedat în octombrie 2010.

## Cariera de actor
Gordon-Levitt s-a alăturat unui grup de teatru muzical la vârsta de patru ani, jucând rolul unei sperietoare, într-o producție de Vrăjitorul din Oz. Ulterior, el a fost abordat de către un agent și a început să apară la televizor și în reclame pentru untul de arahide Sunny Jim, Cocoa Puffs, Pop-Tarts și încălțămintea Kinney Shoes.
Până să ajungă la șase ani deja apăruse în mai multe filme pentru televiziune. În 1996, Gordon-Levitt a început să joace rolul lui Tommy Solomon, în sitcom-ul 3rd Rock from the Sun , rolul pentru care este cel mai bine cunoscut. În timpul anilor 1990, el a fost adesea prezentat in reviste pentru adolescenți, însă a spus că în această perioadă de timp, nu se bucura să fie recunoscut în public, precizând că urăște celebritatea.
Gordon-Levitt a jucat în 1999 în 10 Things I Hate About You, o adaptare modernă a lui Shakespeare, „Îmblânzirea scorpiei”. 
În 2000, a început să studieze la Columbia University. A studiat și istoria, literatura și poezia franceză la General Studies. A devenit un absolut francofil și un vorbitor de limbă franceză. El a spus ca mutarea "forțată" la New York l-a ajutat să se dezvolte ca persoană.
Filmul ce a apărut în 2001, Maniac, a fost filmat într-un spital de boli mintale; Mysterious Skin(2004), Brick(2005), film în care a obținut rolul principal, Brendan Frye, un tânăr ce devine implicat într-o afacere cu droguri, în timp ce investighează o crimă. Cel din urmă este destul de apreciat de către critici, care afirmă faptul că Gordon-Levitt a jucat rolul perfect. 
Următorul său rol a fost cel din The Lookout, unde l-a jucat pe Chris Pratt, un portar implicat într-un jaf bancar și care a fost lansat pe data de 30 martie 2007. Și de această dată, Gordon-Levitt a primit laude pentru minunata performanță. 
Un alt film ce a avut succes a fost (500) Days of Summer, jucând un rol principal alături de Zooey Deschanel, o versiune a anului 2009 cu privire la desconstrucția unei relații.
A jucat mai târziu pe ticălosul Cobra Commander, G.I. Joe: The Rise of Cobra . Pe 21 noiembrie 2010, el a găzduit Saturday Night Live  în locul lui James Franco, apoi a jucat alături de Leonardo DiCaprio în filmul de succes Inception . El va juca versiunea mai tânără a personajului lui Bruce Willis în thriller-ul Looper. În 2011 a început filmările pentru filmul The Dark Knight Rises, în care joacă rolul lui John Blake, iar Steven Spielberg  l-a ales pentru a juca rolul lui Robert Todd Lincoln  în filmul „Lincoln”, ce va apărea în anul 2012. 

## Alte proiecte
Proiectul hitRECord.org este o companie de producție de colaborare online. Potrivit site-ului hitRECord.org, "Vom crea si dezvolta arta si mass-media aici, pe site-ul nostru, vom folosi poziția mea în industria de divertisment tradițional pentru a transforma acea creativitate în bani și apoi vom împărtăși orice profit cu artiștii ce vor contribui. Gordon-Levitt a deținut hitRECord.org din 2004, când a găzduit șase clipuri video și filme de scurt metraj. La începutul lui 2009, el a deschis site-ul web pentru a găzdui filme de către alții. 
Primul film al lui Gordon-Levitt ca director, ca durată de 24 de minute, Sparks, o adaptare a unei nuvele de Elmore Leonard a fost selectat pentru Sundance Film Festival din anul 2009. 
În anul 2010, el a regizat un alt scurt metraj, „Morgan and Destiny's Eleventeeth Date: The Zeppelin Zoo”.

## Filmografie
| An   | Titlu                                                    | Rol                                    | Note |
| ---- | -------------------------------------------------------- | -------------------------------------- | --- |
| 1992 | Beethoven                                                | Student #1                             | |
| 1992 | A River Runs Through It                                  | Young Norman                           | Young Artist Award for Best Actor Under Ten in a Motion Picture |
| 1994 | Holy Matrimony                                           | Zeke                                   | |
| 1994 | Roadflower                                               | Rich Lerolland                         | |
| 1994 | Angels in the Outfield                                   | Roger Bomman                           | Nominated Saturn Award for Best Performance by a Younger Actor |
| 1996 | The Juror                                                | Oliver Laird                           | |
| 1998 | Sweet Jane                                               | Tony                                   | |
| 1998 | Halloween H20: 20 Years Later                            | Jimmy Howell                           | |
| 1999 | 10 lucruri nu-mi plac la tine                            | Cameron James                          | Nominated – YoungStar Award for Best Performance by a Young Actor in a Comedy Film |
| 2000 | Picking Up the Pieces                                    | Flaco                                  | |
| 2001 | Manic                                                    | Lyle Jensen                            | Released in 2003 |
| 2002 | Treasure Planet                                          | Jim Hawkins                            | Film animat; voce |
| 2003 | Latter Days                                              | Elder Paul Ryder                       | |
| 2004 | Misterele tinereții                                      | Neil McCormick                         | Golden Space Needle Award pentru cel mai bun actor Nominalizat Gotham Awards |
| 2005 | Brick                                                    | Brendan Frye                           | |
| 2005 | Havoc                                                    | Sam                                    | |
| 2005 | Shadowboxer                                              | Dr. Don                                | |
| 2007 | The Lookout                                              | Chris Pratt                            | |
| 2008 | Stop-Loss                                                | Tommy Burgess                          | |
| 2008 | Miracle at St. Anna                                      | Tim Boyle                              | |
| 2008 | The Brothers Bloom                                       | Bar Patron                             | |
| 2008 | Killshot                                                 | Richie Nix                             | |
| 2009 | Big Breaks                                               | Todd Sterling                          | |
| 2009 | 500 de zile cu Summer                                    | Tom Hansen                             | Nominalizat Detroit Film Critics Society Awards 2009 pentru cel mai bun actor Nominalizat Golden Globe Award for Best Actor Motion Picture Musical or Comedy Nominalizat Spirit Award for Best Male Lead Nominalizat People's Choice Awards Nominalizat Teen Choice Awards |
| 2009 | Uncertainty                                              | Bobby                                  | |
| 2009 | Women in Trouble                                         | Bert Rodriguez                         | |
| 2009 | G.I. Joe: The Rise of Cobra                              | Cobra Commander                        | Nominalizat Teen Choice Awards |
| 2010 | Hesher                                                   | Hesher                                 | |
| 2010 | Morgan M. Morgansen's Date with Destiny                  | Morgan M. Morgansen/Morgansen/Narrator | Film scurt, de asemenea acesta este director și editor |
| 2010 | Elektra Luxx                                             | Bert Rodriguez                         | |
| 2010 | Morgan and Destinyțs Eleventeenth Date: The Zeppelin Zoo | Morgan M. Morgansen/Morgansen/Narrator | Film scurt, de asemenea acesta este director și editor |
| 2010 | Inception                                                | Arthur                                 | Spike TV's Scream Award for Best Supporting Actor Spike TV's Scream Award pentru cea mai buna scena de luptă a anului |
| 2011 | 50/50                                                    | Adam                                   | |
| 2012 | Premium Rush                                             | Wilee                                  | |
| 2012 | The Dark Knight Rises                                    | John Blake                             | Filmări |
| 2012 | Looper: Asasin în viitor                                 | Joe                                    | |
| 2012 | Lincoln                                                  | Robert Todd Lincoln                    | Filmări |
| 2015 | The Night Before                                         | Ethan                                  | |